# Tulsa Challenger 2001
Il Tulsa Challenger 2001 è stato un torneo di tennis facente parte della categoria ATP Challenger Series nell'ambito dell'ATP Challenger Series 2001. Il torneo si è giocato a Tulsa negli Stati Uniti dal 1 al 7 ottobre 2001 su campi in cemento.

## Vincitori

### Singolare
Jan Hernych ha battuto in finale  Vince Spadea con il punteggio di 7–5, 7–5

### Doppio
Mardy Fish /  Jeff Morrison hanno battuto in finale  Jeff Coetzee /  Shaun Rudman con il punteggio di 6–2, 6–3